# Perctarit al longobarzilor

Monograma lui Perctarit, descoperită pe un denarii de argint, emis de el după 672

Perctarit (de asemenea, Berthari), (n. 645 d.Hr. – d. 688 d.Hr., Pavia, Ducatul Milanului) a fost rege al longobarzilor în două rânduri: de la 661 la 662 și de la 671 la 688.
Perctarit a fost diul și succesorul regelui Aripert I al longobarzilor, după moartea căruia a împărțit puterea cu fratele său, Godepert. Perctarit conducea regatul de la Milano și era romano-catolic, în vreme ce Godepert, guvernând de la Pavia, îmbrățișa arianismul. Godepert l-a incitat pe ducele Grimoald I de Benevento pentru a porni războiul împotriva lui Perctarit, însă beneventinul mai întâi l-a asasinat pe Godepert și a preluat conducerea regatului, obligându-l în același timp pe Perctarit să se exileze. Mai întâi, Perctarit s-a prezentat mai întâi la curtea lui Kakar, khanagul avarilor. Între timp însă, soția sa, Rodelinda și fiul lor Cunincpert au fost capturați de către Grimoald și trimiși la Benevento. La un moment dat, Perctarit a revenit pentru a conspira împotriva lui Grimoald, însă a fugit din nou, de această dată pe lângă franci. Atunci când Grimoald a confirmat un tratat cu Regatul francilor, Perctarit s-a pregătit să se refugieze mai departe, în Anglia, însă între timp a primit vestea asupra morții dușmanului său.  
În 671, Perctarit a revenit din exil și și-a reluat domnia, care trecuse între timp în mâinile fiului lui Grimoald, Garibald, aflat încă la o vârstă imatură. Revenit pe tron, Perctarit a făcut din catolicism religia oficială, fără însă a recunoaște autoritatea papală. El a încheiat pacea cu Imperiul Bizantin și l-a asociat la domnie pe fiul său Cunincpert în 678. De asemenea, Perctarit a trebuit să lupte împotriva răscoalei conduse de Alagis, ducele de Trento, pe care l-a capturat, dar l-a iertat eliberându-l, și a sfârșit prin a fi asasinat în 688, în urma unei noi conspirații.
Fiica sa Wigilinda a fost căsătorită cu ducele Grimoald al II-lea de Benevento, fiul lui Romuald I și nepotul lui Grimoald I, fostul său inamic.
Domnia lui Perctarit nu este notabilă sub aspectul realizărilor pe plan militar, ci prin întemeierile religioase. Astfel, el a construit bisericii Sfintei Agata și Sfintei Maria din Pavia. El a fost succedat de către fiul său Cunincpert.  